# ムービー43
『ムービー43』（ムービーフォーティスリー、Movie 43）は、2013年にアメリカ合衆国で公開されたインディペンデント系のコメディ・アンソロジー映画。ピーター・ファレリーが共同監督と製作を担当し、ロッキー・ルッソやジェレミー・ソセンコらが脚本を担当した。
本作は14篇の異なる物語によって構成され、異なる監督がそれぞれのスケッチのメガホンをとっている。本作でメガホンをとった監督は、エリザベス・バンクス、スティーヴン・ブリル、スティーヴ・カー、ラスティ・カンデッフ、ジェームズ・ダフィ (James Duffy)、グリフィン・ダン、パトリック・フォーシュベリ、ジェームズ・ガン、ボブ・オデンカーク、ブレット・ラトナー、ウィル・グラハム、ジョナサン・ヴァン・タルケンである。本作には、ハル・ベリー、ジェラルド・バトラー、アンナ・ファリス、ヒュー・ジャックマン、ジョニー・ノックスヴィル、クリストファー・ミンツ＝プラッセ、ショーン・ウィリアム・スコット、エマ・ストーン、クリスティン・ベル、ケイト・ウィンスレットなどといった多数のスター俳優が出演している。
本作の脚本はほとんどのスタジオによってあからさまに拒絶されたため（最終的にはレラティビティ・メディアが600万ドルで製作権を取得した）、完成までに丸10年の期間を要した。キャスティングもプロデューサーに対する挑戦とでも呼ぶべきもので、多数のスター俳優が出演していることから撮影には数年を要した。俳優の中にはジョージ・クルーニーのように出演を拒否した者もいたほか、リチャード・ギアのように途中でプロジェクトから去ろうとした者もいた。
2013年1月25日にアメリカ合衆国の劇場で公開されると、本作は批評家によって広く酷評された。『シカゴ・サンタイムズ』のリチャード・ローパーは本作を「『市民ケーン』をひどくしたもの」と呼んだ。
日本では2013年8月10日にR-15指定で公開され、2014年1月10日にDVD・Blu-rayソフトが発売された。

## あらすじ
本作は異なる場面とシナリオを含む、異なる一連のスキットで構成される。

### The Pitch
- 製作・監督：ピーター・ファレリー
- 脚本：ロッキー・ルッソ（英語版）、ジェレミー・ソセンコ（英語版）、リッキー・ブリット

本作は14篇のスケッチによって構成されている。それらのスケッチを一本にまとめる役割を果たしているのが『The Pitch』と題されたセグメントであり、このセグメントはいわば本作の狂言廻しに該当する。
狂気じみた映画脚本家のチャーリー・ウェスラー（デニス・クエイド）は、自らの執筆した脚本を映画会社幹部のグリフィン・シュレーダー（グレッグ・キニア）に売り込もう（pitch）としていた。シュレーダーが奇想天外な脚本の購入を拒否すると、ウェスラーは逆上して銃を取り出し、脚本を購入するよう脅迫する。やむなくシュレーダーはマネージャーのボブ・モン（コモン）のもとへ相談に行くが、モンは不遜な態度でシュレーダーを追い返す。モンの態度に激昂したシュレーダーは、赤字を出してモンを困らせるため、ウェスラーの劣悪な脚本を映画化して『ハワード・ザ・ダック』以来の「大作映画」を作ることを決意する。
シュレーダーがどのように映画を作ろうかと事務所で思案していると、悩み一つなさそうな表情で外を歩いているモンの姿が事務所の窓から見えた。怒りを高まらせたシュレーダーはウェスラーの銃で脅しながらモンを駐車場に向かわせ、「もし映画を作らないなら、そこにいる警備員（ウィル・サッソー）のペニスをしゃぶらせてからお前を殺すぞ!」と脅迫する。この様子を傍で見ていたウェスラーは逆に狼狽してしまい、別の物語のアイデアを提示することでシュレーダーを落ち着かせようとする。シュレーダーが隙を見せたところでモンは自らの銃を取り出し、シュレーダーを撃ち殺すが、なぜか身体から血がなかなか出てこない。そう、このセグメントはフィクションとして撮影されているドラマであったのだ。

### The Thread
- 監督：スティーヴン・ブリル
- 脚本：ロッキー・ルッソ（英語版）、ジェレミー・ソセンコ（英語版）

イギリスやオランダでは『The Pitch』のセグメントが『The Thread（代替案）』と題するセグメントに差し替えられ、別バージョンとして上映された。『The Thread』では世界中で最も危険な発禁映画を探し回っている10代の少年3人が主人公に設定されており、『ムービー43』は文明の破壊を導く映画として設定されている。このセグメントはDVD・Blu-ray版に特典映像として収録されている。
カルヴァン・カトラー（マーク・L・ヤング）と友人のJ.J.（アダム・キャグリー (Adam Cagley)）は、MTVの『ジャッカス』と同じような内容のふざけた動画を作ってYouTubeにアップロードする。動画はまたたく間に注目を集め、閲覧回数は100万回を超えた。しかしこの膨大なアクセス数は実際のアクセス数にはあらず、カルヴァンの弟バクスター（デヴァン・アーシュ (Devin Eash)）がエイプリルフールのいたずらとしてでっち上げたものにすぎなかった。
バクスターは再生回数をめぐるいたずらを続ける一方で、あるプロジェクトを始動させる。それは『ムービー43』と呼ばれる危険な動画を探すというプロジェクトであった。J.J.とバクスターが『ムービー43』をGoogleで探し回っている間に、カルヴァンはバクスターのラップトップパソコンを分捕ってトイレに引きこもり、ポルノサイトの動画に映る女性の裸をオカズにして自慰に励む（ただし同時にコンピュータウイルスをもダウンロードしてしまう）。やがてバクスターが「インターネットの暗黒コーナー」と呼ばれる空間で『ムービー43』を見つけ、3人はその動画の内容を確認しようと試みるが、ゴロツキのヴランコヴィッチ（フィッシャー・スティーヴンス）と中国人の集団に作業を中断させられてしまう。話はそれだけでは終わらない。ヴランコヴィッチらはJ.J.のクラスメイトである映画会社幹部グリフィン・シュレーダーの長男スティーヴ（ネイト・ハートレー）を人質にとったのだ。
ヴランコヴィッチはカルヴァンら3人組に「もし『ムービー43』が見つかったら文明は破壊されることになる」と警告したが、3人組は警告を無視して調査を続行し、ついに『ムービー43』の実物を発見してしまう。しかしそのことで地球に大惨事が発生することが確実になったため、3人は慌ててラップトップパソコンをぶち壊そうとする。その時、彼らの部屋にカルヴァンとバクスターの母親（ベス・リトルフォード）が入ってくる。カルヴァンは母親のショーツが見覚えのあるものであることに気付く。そう、カルヴァンがさっきまでオカズにしていた裸の女性の正体は実の母親だったのだ。そのことを知って精神が錯乱したカルヴァンはパソコンの破壊作業に失敗し、かくして地球上の文明は破壊され尽くされた。
数年後、手足が不自由となりつつも生存していたカルヴァンが例のラップトップパソコンを見つけ、ハードディスクに残されていた動画を再生する。

### ネック・ボール（The Catch）
- 製作・監督：ピーター・ファレリー
- 脚本：ビル・オマリー、ロッキー・ルッソ（英語版）、ジェレミー・ソセンコ（英語版）

独身キャリアウーマンのベス（ケイト・ウィンスレット）は、友人の紹介を受け、「なぜか結婚しないセレブリティ」として名を馳せていたデーヴィス（ヒュー・ジャックマン）とブラインドデートへ出かける。
レストランに到着してデーヴィスがスカーフを取った際、ベスはデーヴィスの首から一対の睾丸がぶら下がっているのを見て衝撃を受ける。その上、自分以外の者はみなデーヴィスの首からぶら下がっている睾丸に驚かず、デーヴィス本人も身体的異常を認めようとしないことから、ベスは自分がおかしいのではないかと混乱し始める。やがて2人の席へデーヴィスの友人夫妻（ロイ・ジェンキンス、ケイティ・フィナーラン）が訪れ、2人のツーショット写真を撮ろうと言い出す。ベスはデーヴィスと顔を近づけなければならない羽目になり、首からぶら下がったデーヴィスの睾丸と接触させられるのであった。

### 自宅学習（Homeschooled）
- 監督：ウィル・グラハム
- 脚本：ウィル・グラハム、ジャック・クコダ

最近この町に引っ越してきたショーン（アレックス・クランマー）とクレア（ジュリー・アン・エメリー）の夫妻は、隣に住むロバート（リーヴ・シュレイバー）とサマンサ（ナオミ・ワッツ）の夫妻と一緒にお茶を飲んでいた。ロバートとサマンサには10代の息子ケヴィン（ジェレミー・アレン・ホワイト）がいる。ケヴィンは高校には通わず、家庭で学習を行う「自宅学習」を両親から受けていた。ショーンとクレアは自宅学習に興味津々であったが、ロバートとサマンサが、しごき、いじめ、拘留といった、実際の高校でありそうな出来事をそのまま家庭で行っていることを知ってドン引きする。
しかもロバートとサマンサの説明によると、ケヴィンのために自宅で「ハイスクールパーティー」を開き、サマンサが高校のガールフレンド役になってケヴィンのファーストキスのシミュレーションをしているという。自宅学習の実態に驚愕するショーンとクレアであったが、今からガールフレンドと一緒に外出するというケヴィンの様子を見て一安心する。礼儀正しく健全に育っているように見えたからだ。しかしそこでケヴィンがみなに紹介したガールフレンドとは、実在する人間ではなく、サマンサの顔写真が貼り付けられた一本のモップであった。

### プープ・オン・ミー!（The Proposition）
- 監督：スティーヴ・カー
- 脚本：ロッキー・ルッソ（英語版）、ジェレミー・ソセンコ（英語版）

ジュリー（アンナ・ファリス）とダグ（クリス・プラット）は1年ほど交際してきたカップルである。ちょうどダグがジュリーにプロポーズしようとした時、ダグはジュリーから「自分は糞便愛好の趣味があるのでベッドルームで脱糞してほしい」と頼まれる。
親友のラリー（J・B・スムーヴ）らに促され、ダグはセックスの前に大量のサンドイッチを頬張り、下剤を丸ごと一瓶飲み込む。今にも脱糞しそうになるダグであったが、ジュリーから「楽しみはまだとっておきたい」と前戯を望まれて苦悶する。どうにも我慢がならなくなったダグは「早くクソをさせてくれ!」と叫ぶが、ジュリーにとって糞便は「クソ」などという汚い言葉で表現されるべきものではなかった。ジュリーはダグが「クソ」という汚い単語を使用したことにショックを受け、家から飛び出ていく。ダグはジュリーを追いかけるも自動車にはねられ、その衝撃でそこらじゅうに脱糞してしまう。
ダグが自動車にはねられる物音を聞いたジュリーは慌ててダグのもとへ立ち戻り、路上で倒れているダグを抱きかかえながら謝罪する。さらに、路上にばら撒かれている糞便の量と美しさに感激し、ジュリーはダグからのプロポーズを受け入れる（エンドクレジットで「ジュリー」と「ダグ」の役名はロッキー・ルッソ、ジェレミー・ソセンコ、スティーヴ・カー、ピーター・ファレル、チャールズ・B・ウェスラーによって誤って「ヴァネッサ」と「ジェイソン」とクレジットされている）。

### ムラムラ・スーパーマーケット（Veronica）
- 監督：グリフィン・ダン
- 脚本：マシュー・アレック・ポーテノイ

ニール（キーラン・カルキン）は地方のスーパーマーケットの従業員であり、今日は夜間のシフトで働いている。いつものようにレジ業務を行っていると、元カノのヴェロニカ（エマ・ストーン）がニールのレジへやって来る。2人は過去の出来事を理由に口喧嘩を始めるが、それはたちまち性的な議論、さらには性的な行為へと及んでいく。
2人は気付いていなかったが、実はニールのインターカムマイクロフォンはその言動のすべてをはっきりと店中に流しており、店内の年配者や浮浪者にも2人の言動は丸聞こえだった。ヴェロニカが涙とともに店を立ち去ると、事情を知っている客たちはニールに「彼女を追いかけろ!」と促し、ニールが不在の間はシフトの穴を埋めるのであった。

### 合コン・アベンジャーズ（Superhero Speed Dating）
- 共同編集・監督：ジェームズ・ダフィ (James Duffy)
- 脚本：ウィル・カーラフ

ロビン（ジャスティン・ロング）がゴッサム・シティのお見合いパーティーに参加していたところ、乱入してきたバットマン（ジェイソン・サダイキス）から「爆弾がこの建物に仕掛けられているらしい」と告げられる。しかしバットマンは爆弾を探そうとはせず、ロビンが女性と会話しようとするのを邪魔するばかり。例えば、ロイス・レーン（ユマ・サーマン）がスーパーマンからストーキングされていること（「昨夜も窓の外でスーパーマンが私のことを見ながらマスターベーションをしていたわ。射精の勢いで窓ガラスを割られたのよ!」）を知ると、バットマンはスーパーマンに電話をかけ、「ロビンがお前の女とデートしているぞ!」と告げ口する。また、ロビンとスーパーガール（クリスティン・ベル）が会話を始めようとした際には、机の下にもぐり込み、スーパーガールのスカートの中を覗き込んで陰毛の様子を実況する。
その頃、既婚者であるにもかかわらず同じお見合いパーティー会場にいたペンギン（ジョン・ホッジマン）がスーパーガールを爆弾で爆発させようとしていた。ペンギンの悪行を目の当たりにしたロビンはスーパーガールを救い出し、スーパーガールは命の恩人であるロビンにお礼のキスをする。バットマンは「もっとディープなキスをしろ! 自分の舌を相手の口の中に入れて、相手の舌を自分の口の中に引き寄せろ!」とロビンを煽るが、実はこのスーパーガールは女性にあらず、リドラー（ウィル・カーラフ）の変装した姿であった。
バットマンはそのスーパーガールが実は男性の変装した姿であることを知っていた。机の下にもぐってスーパーガールの股間を覗き見た際、あまりにも陰毛の量が多すぎたため、「これは陰毛でペニスを隠しているに違いない」と勘付いていたからである。なぜスーパーガールの正体を知りながら自分を男とキスさせたのかと尋ねるロビンに対し、バットマンは「朝から何か楽しいことがないかと探していた。ノリでやっただけだ」と明かす。

### 機械の中は子どもでいっぱい（Machine Kids）
- 脚本・共同編集・監督：ジョナサン・ヴァン・タルケン

機械に取り囲まれた子どもたちの苦境を告発するとともに、子どもたちに対して理不尽な仕打ちを行う大人たちのエゴイズムを批判する公共広告である。このコマーシャルの製作費は「機械に取り囲まれている子どもたちへの虐待を防ぐための会」によって支出された。

### iBabe（iBabe）
- 監督：スティーヴン・ブリル
- 脚本：クロース・カイルストレム、ジョナス・ウィッテンマーク、トビアス・カールソン、ロッキー・ルッソ（英語版）、ジェレミー・ソセンコ（英語版）

ある会社の役員会議で新製品のトラブルが議論されている。どうやらその製品（キャシー・クリフテン）を使用することにより、青少年が指やペニスを細切れにしてしまう事故が起きているらしいのだ。その製品は「iBabe（アイ・ベイブ）」という名前のMP3プレイヤーであるが、形状や質感は実物大の全裸の女性である。
なぜそのような事故が起きるのかを理解できない社長（リチャード・ギア）は、社員たち（ケイト・ボスワース、アーシフ・マンドヴィ、ジャック・マクブレイヤー）に原因を確認する。すると、「iBabe」は高性能のCPUを下腹部にあたる部分に内蔵しているため、熱を冷却するための強力なファンを性器にあたる部分に設置していることが分かった。さらに、10代の男子が「iBabe」を音楽プレーヤーとして使わず、誤った使い方をしていることが事故のあらましであることも分かってきた。性欲が盛んな10代の男子はセックスしようとしてペニスをちょん切り、ペッティングをしようとして指を細切れにしてしまうのだ。
会議で防止策が検討される中、新しいバージョンの新製品（シェリーナ・モンテニクス・スコット）が会議室に入ってくる。ボスは新製品の肌の色を見て喜ぶが、操作をしている最中に危うく指を切断しかける。社長自身も製品の危険性を肌で感じ、役員たちは新しいコマーシャルを通じて製品の危険性を強調することで合意した。「iBabe」の新しいキャッチコピーは「挿入禁止」である。

### 初潮騒動（Middleschool Date）
- 監督：エリザベス・バンクス
- 脚本：エリザベス・ライト・シャピロ

ある日の放課後、ネイサン（ジミー・ベネット）とアマンダ（クロエ・グレース・モレッツ）はネイサンの家でテレビを見ていた。今日は2人にとって中学生になって最初のデートである。
2人がキスをしようとした時、ネイサンの兄マイキー（クリストファー・ミンツ＝プラッセ）がリビングルームにやってきて2人をからかう。その時、アマンダは自分の白いズボンが汚れるのを見て「女の兆し」に気付き、それを隠そうとする。しかしマイキーはアマンダのズボンに血が付いているのを見つけて「生理だ!」と大声で叫び出し、ネイサンもパニックを起こして911に通報してしまう。アマンダが自分の初潮を騒がれていることを恥ずかしく思う中、帰宅したネイサンの父（パトリック・ワーバートン）と、娘を迎えにきたアマンダの父（マット・ウォルシュ）までもがその場を混乱へと陥れ、アマンダの心情を置き去りにして騒ぎを大きくする。

### Tampax（Tampax）
- 監督：パトリック・フォーシュベリ
- 脚本：パトリック・フォーシュベリ、オッレ・サッリ（英語版）

2人の女性が海を泳いでいる時、突如として海中からサメが現れ、女性の一人を豪快に食い殺してしまう。漏れ防止機能の付いた生理用品を使用しているか否かでサメを呼び寄せるリスクが変動することを訴えた商業コマーシャルである。

### アダルトこびとづかん〜妖精捕獲作戦（Happy Birthday）
- 監督：ブレット・ラトナー
- 脚本：ジェイコブ・フライシャー

ピート（ジョニー・ノックスヴィル）はルームメイトのブライアン（ショーン・ウィリアム・スコット）の誕生日プレゼントとしてレプラコーン（ジェラルド・バトラー）を捕まえた。2人はレプラコーンを地下室に括り付けたのち、金貨を渡すよう要求する。伝説によれば、レプラコーンを上手く捕らえた者は金貨がもらえることになっているからである。2人の鼻持ちならない態度に激怒したレプラコーンは汚い言葉を使い、兄弟が自分を助けに来てお前らを殺すだろうと脅した。
脅迫通りにレプラコーンの兄弟がブライアンとピートのもとを訪れ、2人は怪我を負うものの、最終的にはレプラコーンの兄弟を倒すことに成功する。レプラコーンの兄弟の遺体はどちらも軽少だったため、自宅の裏のごみ箱に捨てることができた。しかし、ブライアンへの誕生日プレゼントはこれだけでは終わらない。ピートは金貨を渡せばフェラチオをしてくれる妖精（エスティ・ギンズバーグ）も捕まえていたのだ。

### フィーリング・カップル/下衆でドン!（Truth or Dare）
- 製作・監督：ピーター・ファレリー
- 脚本：グレッグ・プリティキン（英語版）

出会い系サイトで知り合ったドナルド（スティーヴン・マーチャント）とエミリー（ハル・ベリー）は、メキシコ料理のレストランでブラインドデートをしていた。典型的な最初のデートに飽きたエミリーは「真実か挑戦か（truth or dare）」のゲームをしようと提案する。エミリーはドナルドに身体の大きな男の尻をつかむよう要求し、ドナルドはエミリーにドナルドは目の見えない少年のバースデーケーキのろうそくを少年よりも先に消すよう要求する。
かくして2人は自らの「挑戦」を競い合うようになり、ゲームは急速にエスカレートしていく。下品な刺青を入れたり、整形外科手術を施したり、屈辱的な体験を相手に要求したりと、「挑戦」の内容は次第に過激なものになっていくが、ゲームが進むと同時に2人の間には奇妙な連帯感も芽生えていた。ゲームが一段落し、ドナルドはエミリーにキスを試みるが、「ごめんなさい、アジア人とのキスは無理なの」と拒絶されてしまう。過激な整形外科出術を施したせいで、ドナルドの顔は今やアジア人そっくりになってしまっていたのだ。これで2人の関係も終わりかと思われたその時、エミリーは「冗談よ!」と言って逆にセックスを提案するのであった。

### ブラック・バスケットボール（Victory's Glory）
- 監督：ラスティ・カンディーフ（英語版）
- 脚本：ロッキー・ルッソ（英語版）、ジェレミー・ソセンコ（英語版）

公民権法が制定される以前の1959年、バスケットボールチームのコーチであるジャクソン（テレンス・ハワード）は選手たちに檄を飛ばしていた。白人ばかりで構成されるチームとの初めての対戦を前に、黒人の選手たちは尻込みしていたのだ。
試合の対戦相手が白人チームであるというだけで弱気になっている選手たちに対し、ジャクソンは「何を怖れているんだ? お前らは黒人で、これから行われるのはホッケーの試合ではなくバスケットボールの試合なんだぞ!」と語り、黒人として生まれた時点でバスケットボールの試合に勝利する可能性が高いこと、そして白人よりも黒人のほうがペニスが長いことを告げる。自信を取り戻した選手たちは意気軒昂と試合に臨み、圧倒的な身長差を活かして試合を優位に進めていく。

### Ned ネッド（Beezel）
- 脚本・監督：ジェームズ・ガン

作中でクレジットされ、エンディングクレジットの直前に独立して挿入されるテレビ番組風のスケッチである。
アミー（エリザベス・バンクス）はボーイフレンドのアンソン（ジョシュ・デュアメル）が飼っているオス猫、ビーゼル（アニメーション）のことを怪訝に思っていた。アミーとアンソンがキスしようとする際に邪魔をしてくるなど、どうも2人の関係に割り込んでこようとするのだ。しかしアンソンはビーゼルを純真なペットとみなし、アミーの心配を「ボーイフレンドのペットに焼きもちを焼くなよ」と笑い飛ばす。
ある日、アミーはビーゼルがアンソンの水着姿の写真をオカズにしてマスターベーションに励んでいるのを目撃する。秘密の行為を覗かれたことに激怒したビーゼルはアミーを暴力的に追いかけ回し、大量の尿をかけてびしょ濡れにする。アンソンはまだビーゼルのことを純真なペットだと思っていたが、「君がそこまで怖がるならビーゼルを里子に出そう」と自ら快く提案する。その夜、ビーゼルはクローゼットの中から涙ながらに2人のセックスを見ていた（一方で、テディベアはヘアブラシを使ったペッティングによる自慰に満足していた）。
翌日、ビーゼルが家を去る時が来たが、ビーゼルの姿がどこにも見当たらない。アミーはビーゼルを探すために外へ出るが、待ち構えていたビーゼルが運転するトラックに轢かれてしまう。さらにビーゼルはショットガンでアミーを射殺しようとするが、人間はそのまま猫に殺されるような存在ではない。アミーは近くに落ちていたシャベルでビーゼルを何度も殴打していく。ところがその光景を隣家でパーティーを開く子どもたちに目撃され、意味なく動物を虐待する異常者だと勘違いされてしまう。運悪くアンソンもその場にやってきて、自らのペットを殴打するアミーに怒りと失望の眼差しを送る。やがて正義感の暴徒と化した子どもたちはプラスチックのフォークでアミーを刺殺し、アンソンとビーゼルは仲が良すぎる飼い主とペットの関係に戻っていった。

### 娘をみつけて（Find Our Daughter）
- 脚本・監督：ボブ・オデンカーク

『娘をみつけて』は劇場公開時に削除されたスケッチであり、DVD・Blu-ray版に特典映像として収録されている。
娘のスージー（ジョダナ・テイラー）が行方不明になったため、母のモード（ジュリアン・ムーア）と父のジョージ（トニー・シャルーブ）は私立探偵（ボブ・オデンカーク）の力を借りてスージーを捜索しようとする。

## 出演者

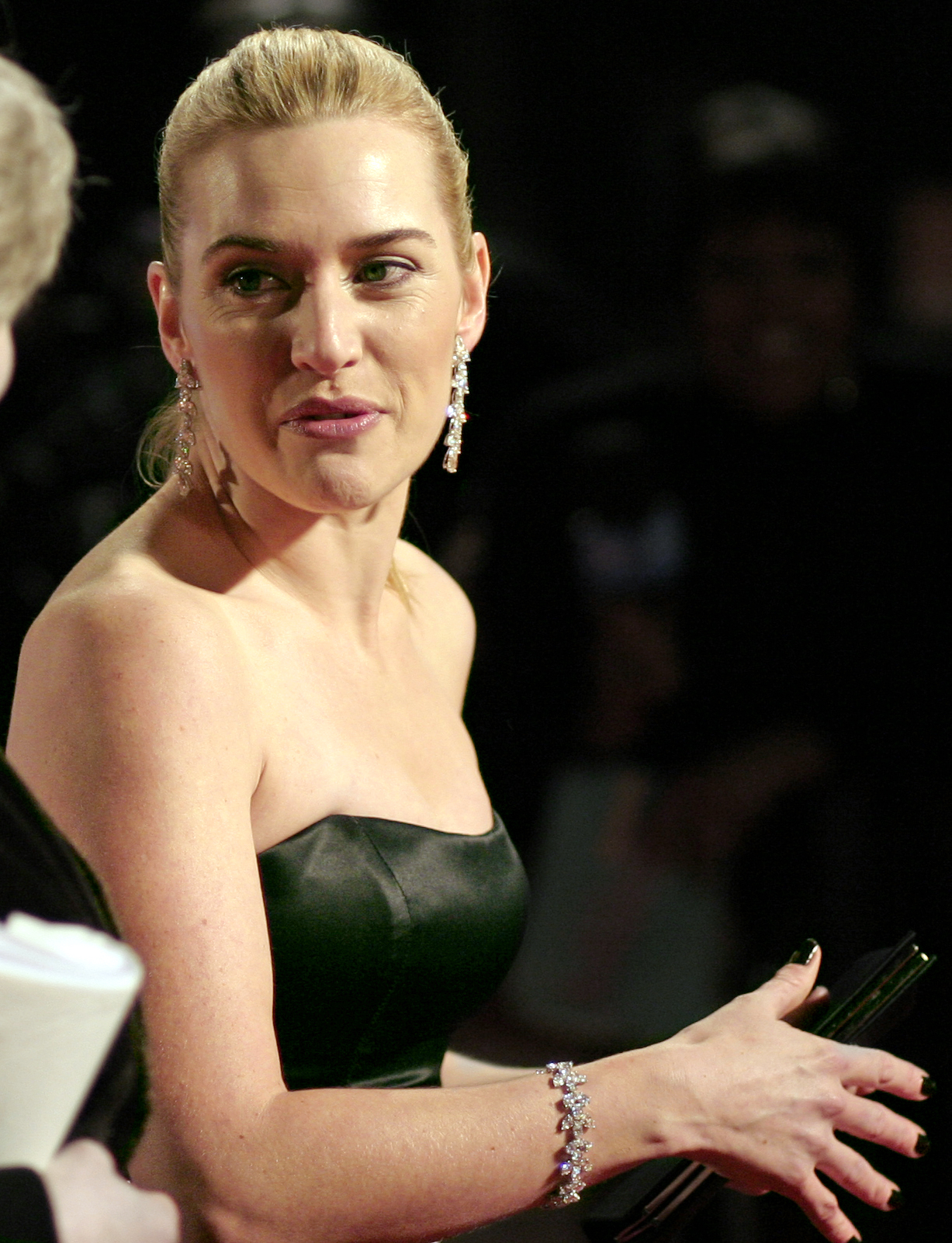
ケイト・ウィンスレット （『ネック・ボール』）
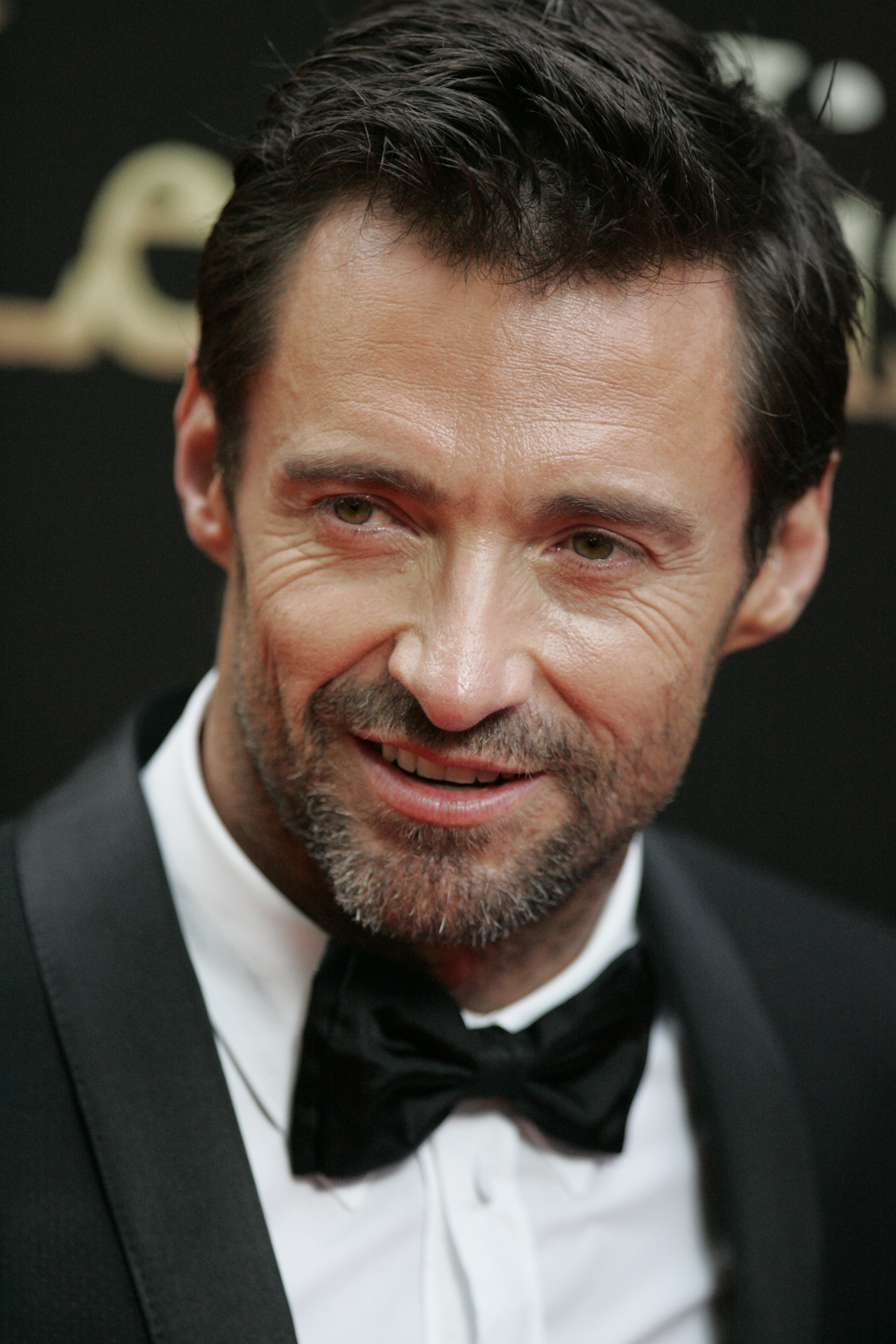
ヒュー・ジャックマン （『ネック・ボール』）
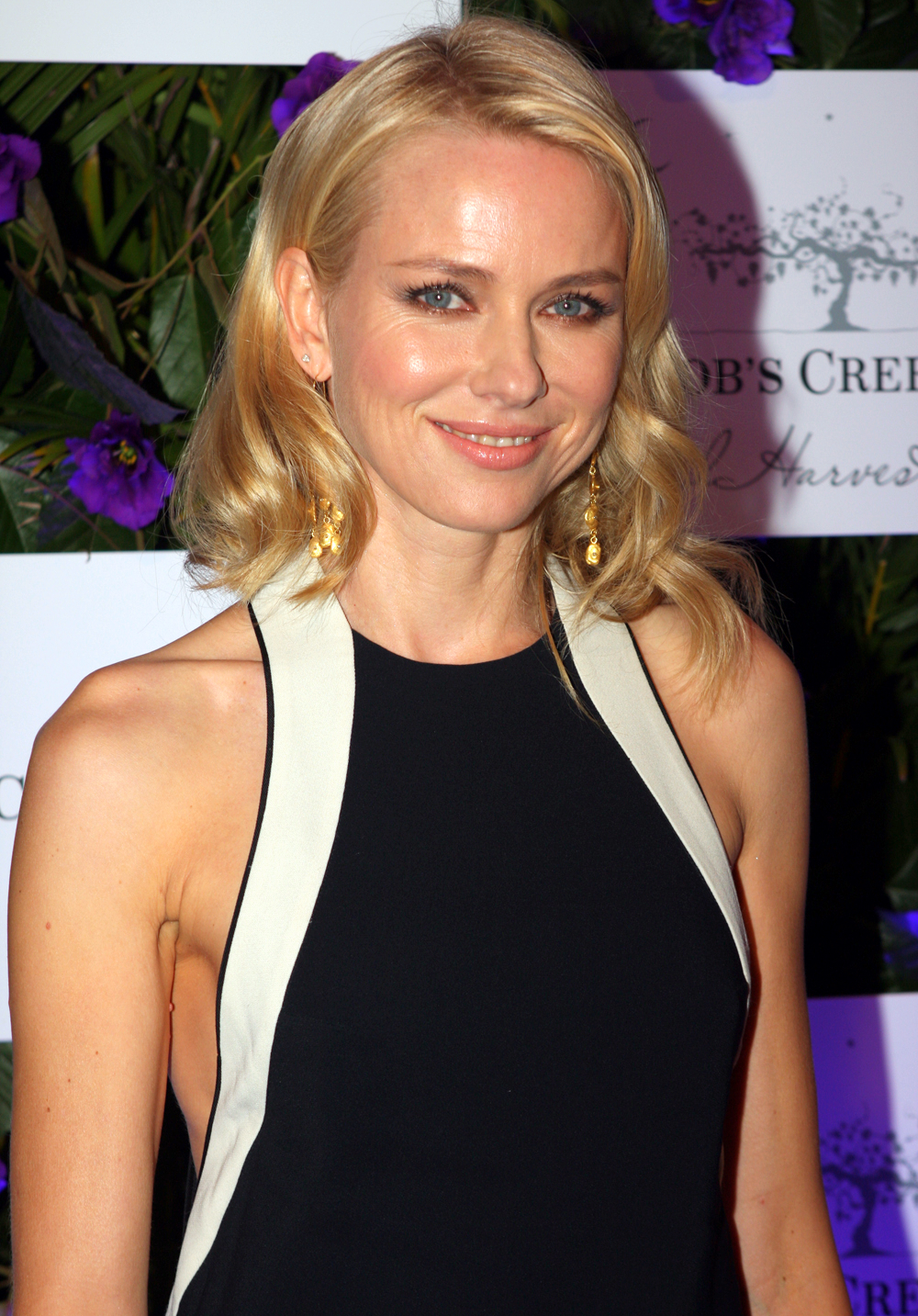
ナオミ・ワッツ （『自宅学習』、シュレイバーは実際のパートナー）
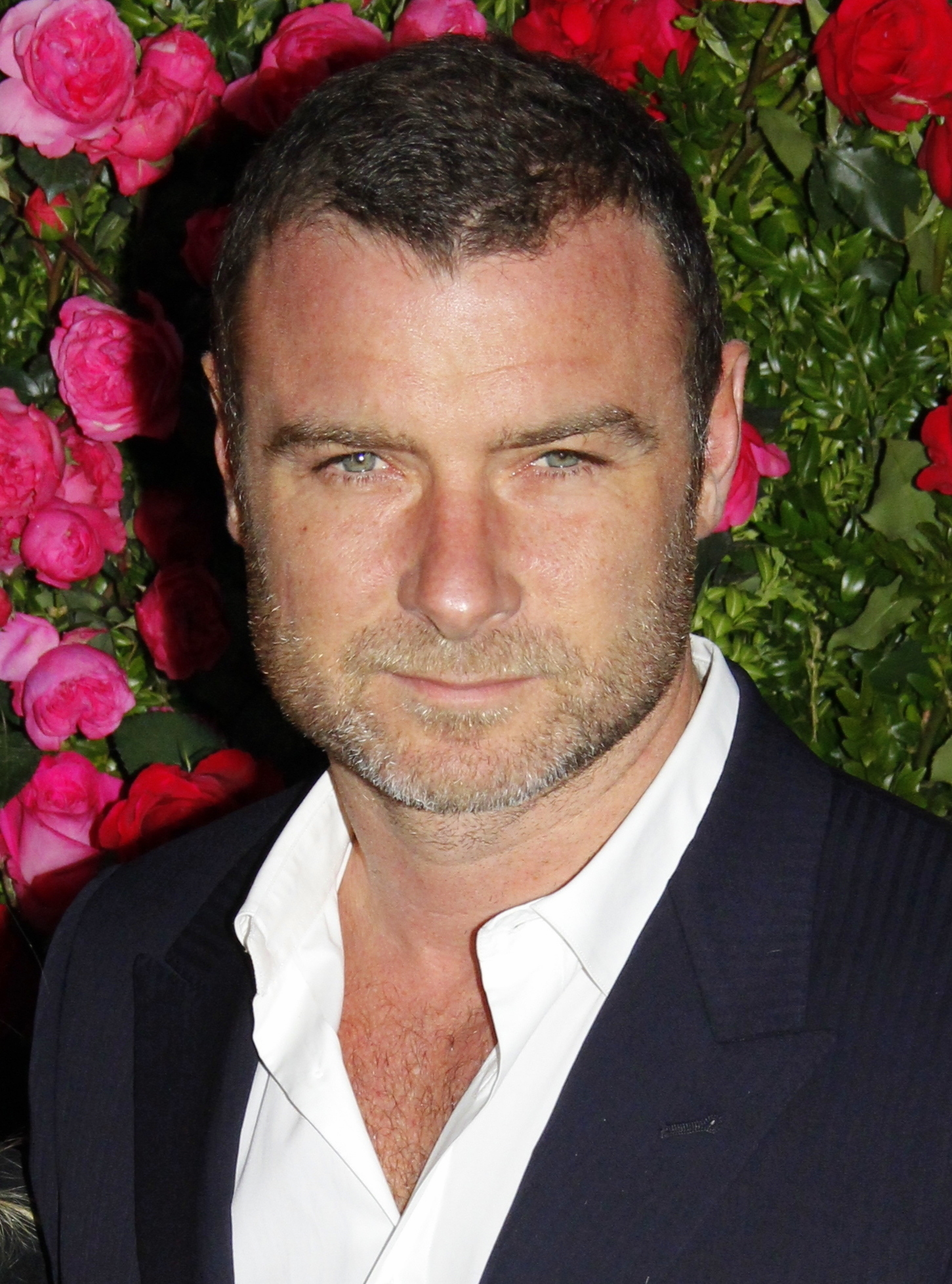
リーヴ・シュレイバー （『自宅学習』、ワッツは実際のパートナー）
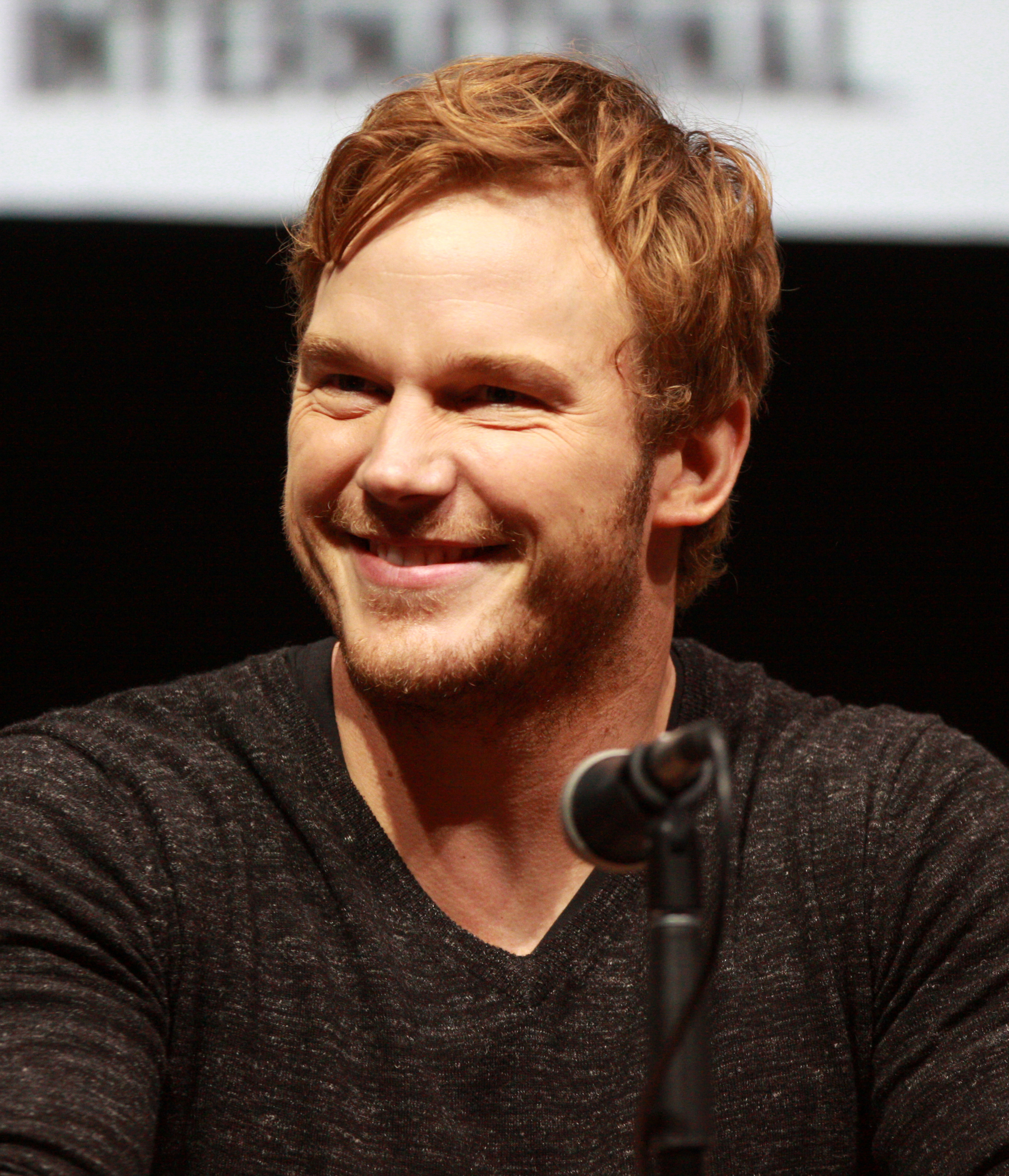
クリス・プラット （『プープ・オン・ミー!』、ファリスとは実際の夫婦）
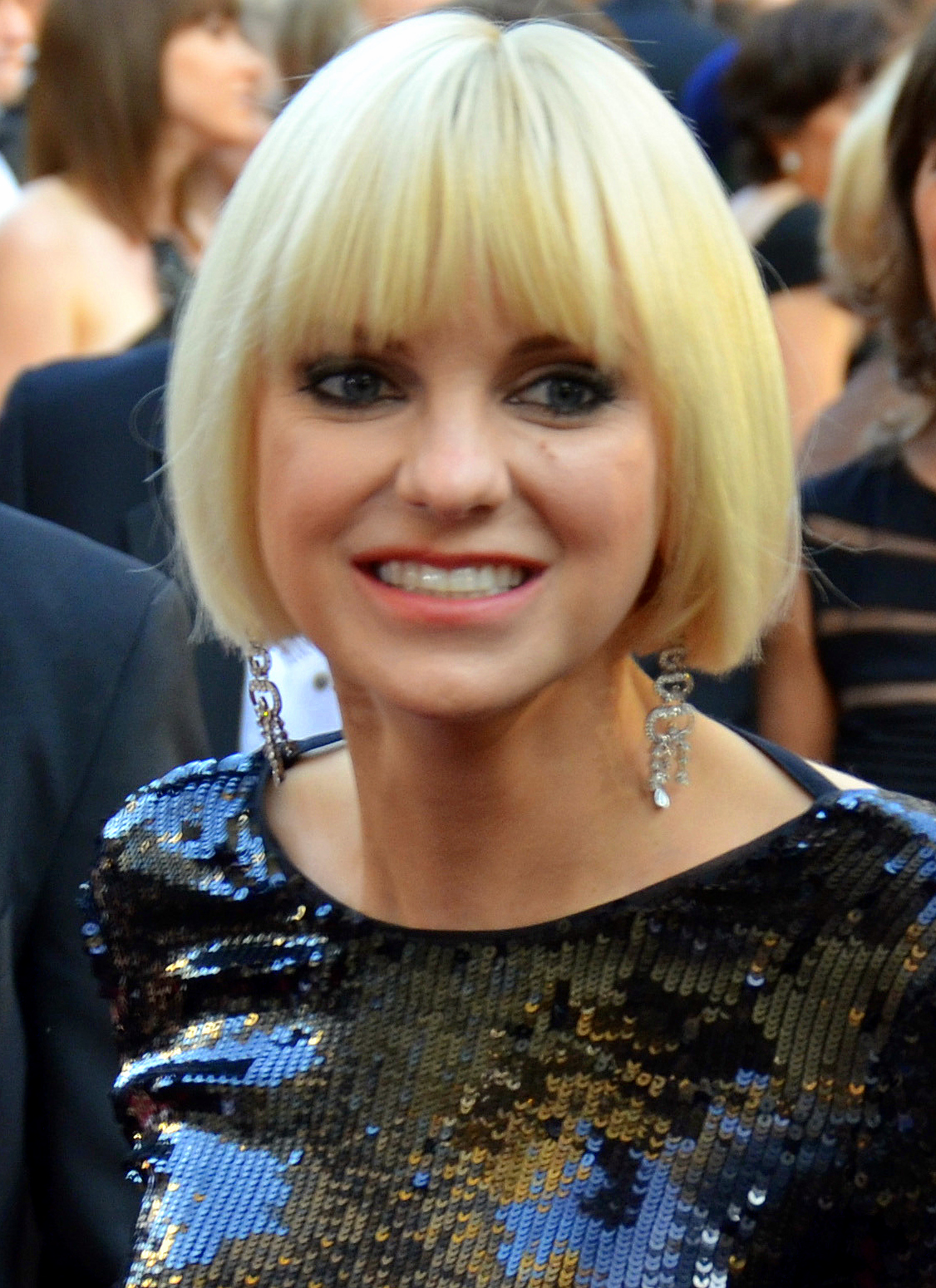
アンナ・ファリス （『プープ・オン・ミー!』、プラットとは実際の夫婦）
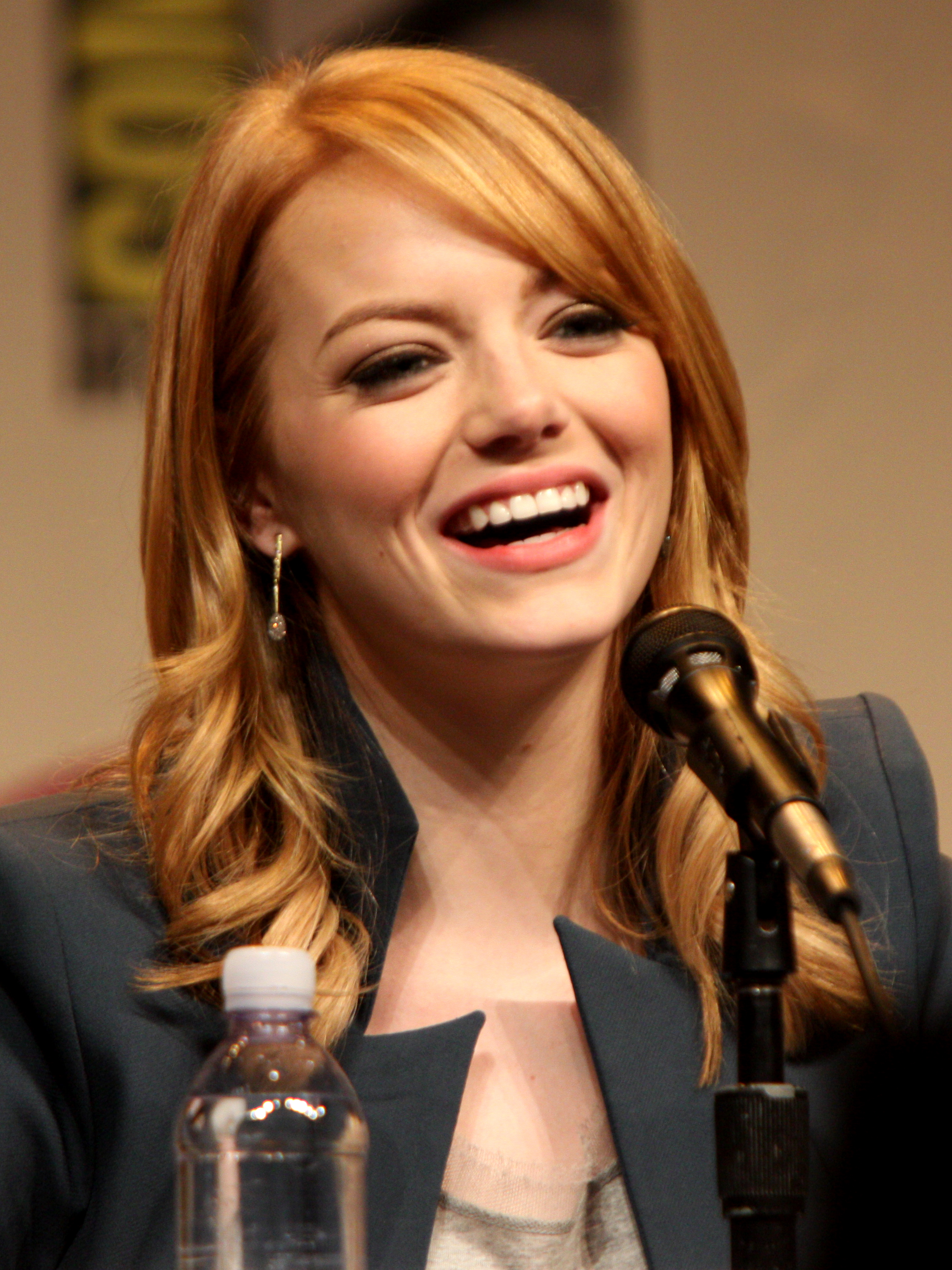
エマ・ストーン （『ムラムラ・スーパーマーケット』）
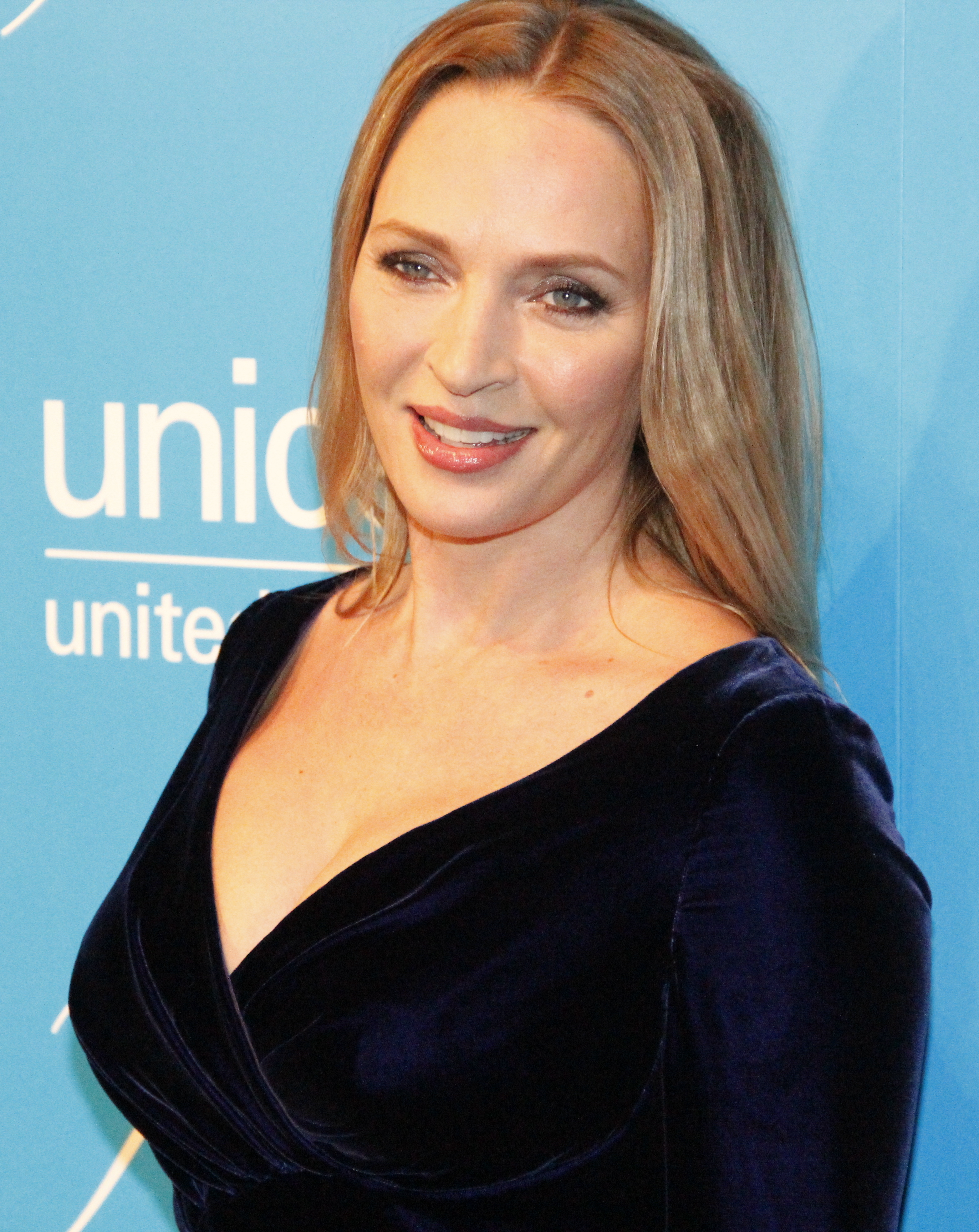
ユマ・サーマン （『合コン・アベンジャーズ』）
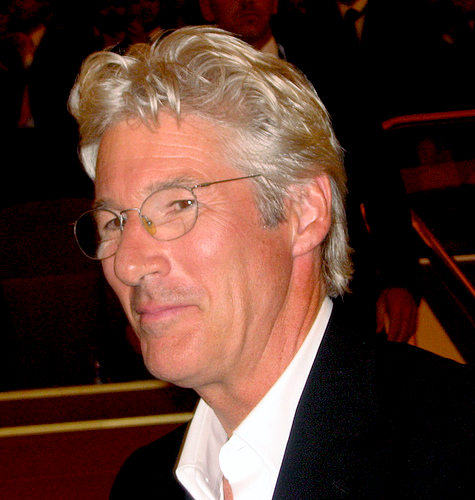
リチャード・ギア （『iBabe』）
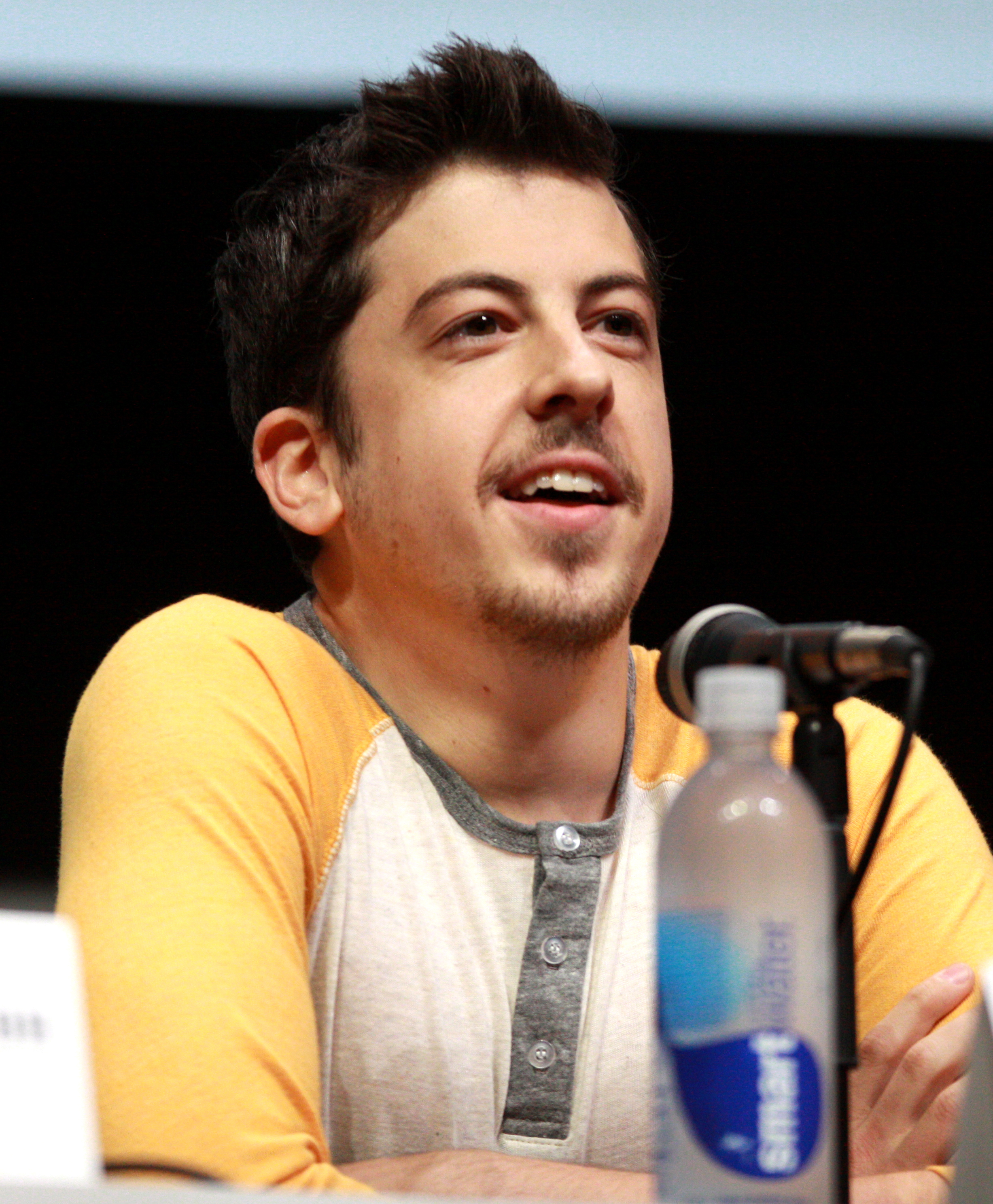
クリストファー・ミンツ＝プラッセ （『初潮騒動』）
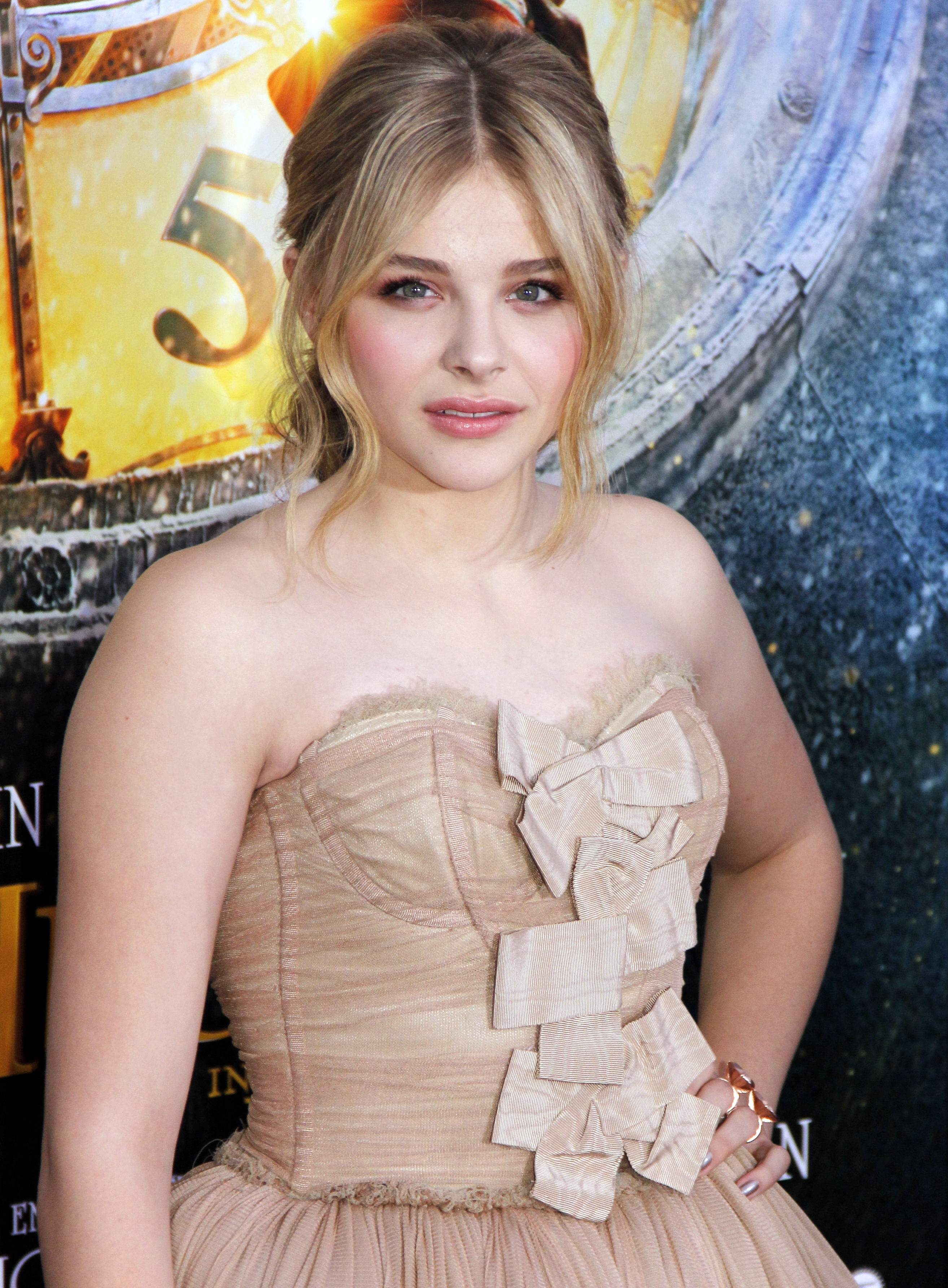
クロエ・グレース・モレッツ （『初潮騒動』）
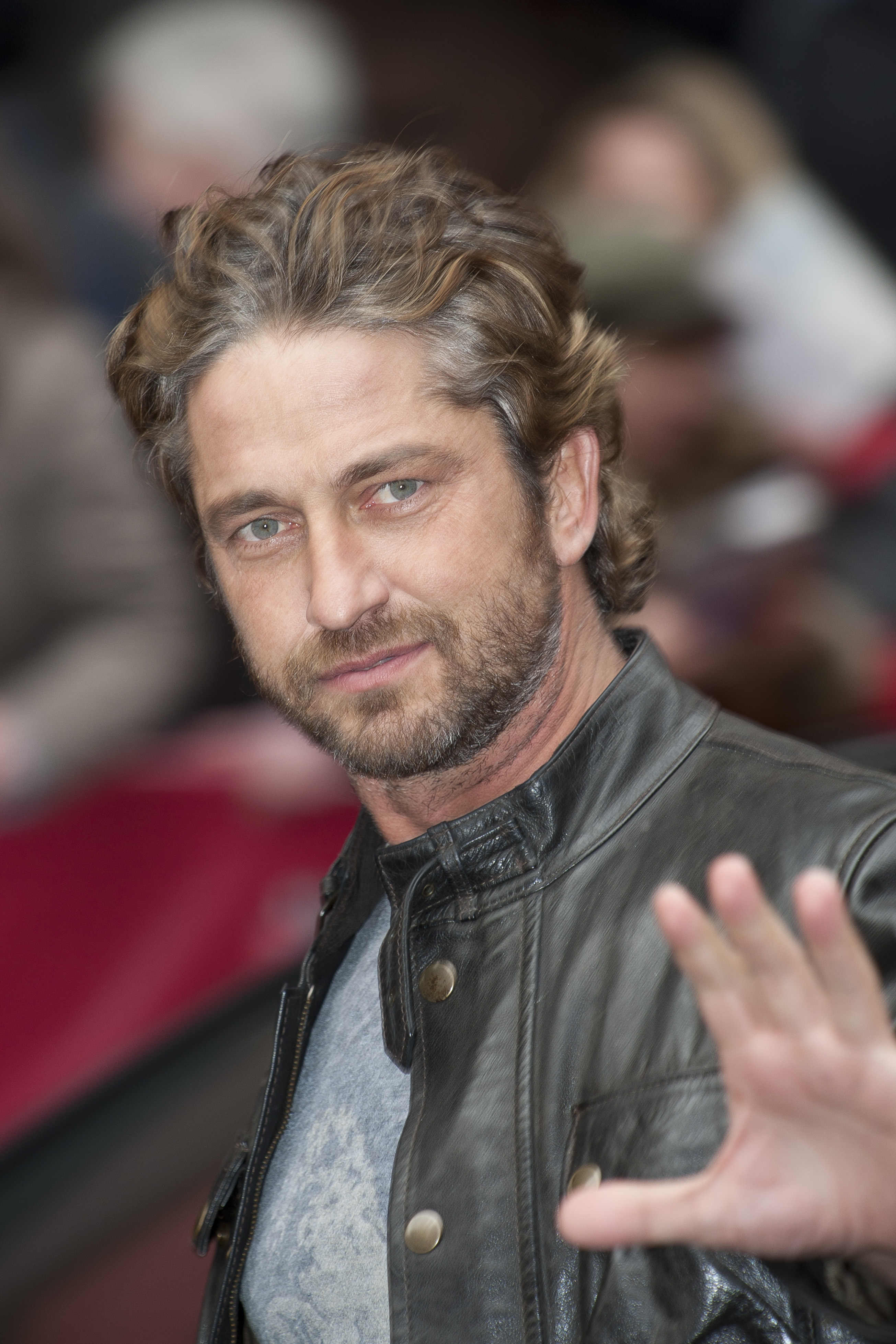
ジェラルド・バトラー （『アダルトこびとづかん〜妖精捕獲作戦』）
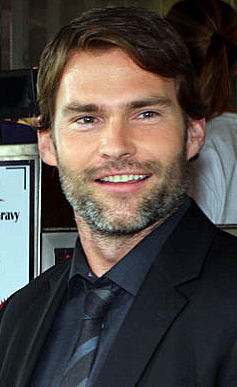
ショーン・ウィリアム・スコット （『アダルトこびとづかん〜妖精捕獲作戦』）
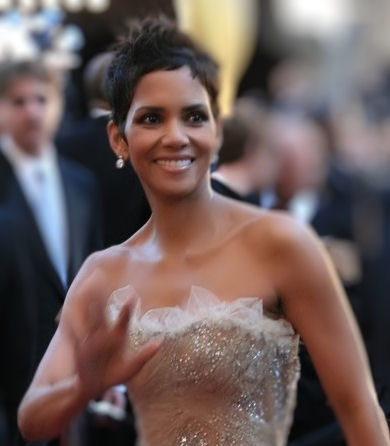
ハル・ベリー （『フィーリング・カップル/下衆でドン!』）
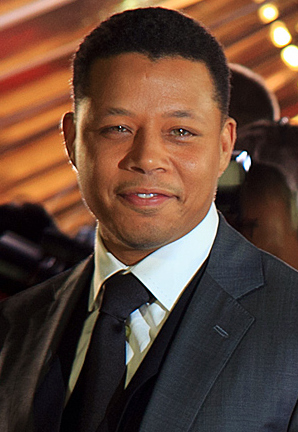
テレンス・ハワード （『ブラック・バスケットボール』）
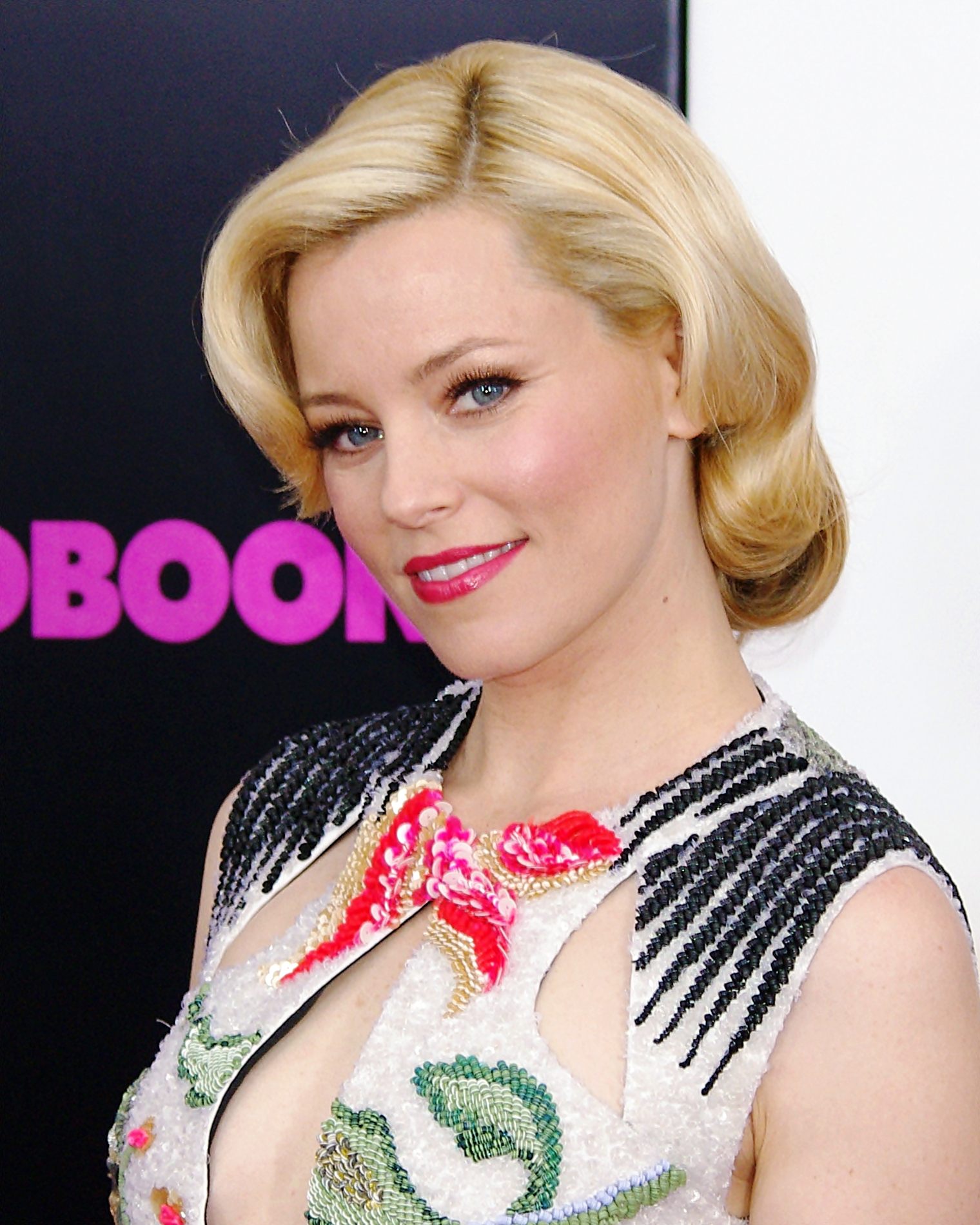
エリザベス・バンクス （『Ned ネッド』）

※括弧内は日本語吹替。
The Pitch
- チャーリー・ウェスラー - デニス・クエイド（原康義）
- グリフィン・シュレーダー - グレッグ・キニア（村治学）
- ボブ・モン - コモン（杉村憲司）
- ジェイ - チャーリー・サクストン（英語版）
- ジェリー - ウィル・サッソー（西村太佑）
- ダニータ - オデッサ・レー
- セス・マクファーレン - 本人（遠藤純一）
- マイク・メルドマン - 本人

The Thread
- カルヴァン・カトラー - マーク・L・ヤング（英語版）
- J.J. - アダム・カグリー
- バクスター・カトラー - デヴァン・アーシュ (Devin Eash)
- ブランコヴィッチ/ミノトール - フィッシャー・スティーヴンス
- 中国人ギャング #1 - ティム・チョウ
- 中国人ギャング #2 - ジェームズ・スー
- スティーヴ・シュレーダー - ネイト・ハートレー（英語版）
- シタラ - リズ・カーリー
- カトラー夫人 - ベス・リトルフォード

ネック・ボール
- デーヴィス - ヒュー・ジャックマン（東地宏樹）
- ベス - ケイト・ウィンスレット（斎藤恵理）
- レイ - ロイ・ジェンキンス
- ウェイターのレイ - ロッキー・ルッソ
- アンナ - アンナ・マディガン
- パメラ - ジュリー・クレール（英語版）
- アンジー - カティ・フィナーラン（英語版）

自宅学習
- ケヴィン・ミラー - ジェレミー・アレン・ホワイト（畠中祐）
- ロバート・ミラー - リーヴ・シュレイバー（遠藤純一）
- サマンサ・ミラー - ナオミ・ワッツ（魏涼子）
- ショーン - アレックス・クラマー
- クレア - ジュリー・アン・エメリー

プープ・オン・ミー!
- ジュリー - アンナ・ファリス（志田有彩）
- ダグ - クリス・プラット（杉村憲司）
- ラリー - J・B・スムーヴ（英語版）（間宮康弘）
- ビル - ジャレッド・ポール
- クリスティーン - マライア・アーセ
- 友人 - アーロン・ラプラント

ムラムラ・スーパーマーケット
- ニール - キーラン・カルキン
- ヴェロニカ - エマ・ストーン（下山田綾華）
- 老人 - アーサー・フレンチ（英語版）
- 背の高い女性 - ブルック・デーヴィス
- 背の低い男性 - ジョシュ・シューマン

合コン・アベンジャーズ
- ロビン - ジャスティン・ロング（小松史法）
- バットマン - ジェイソン・サダイキス（遠藤純一）
- ロイス・レーン - ユマ・サーマン（魏涼子）
- スーパーマン - ボビー・カナヴェール（東地宏樹）
- スーパーガール - クリスティン・ベル（中上育実）
- ペンギン - ジョン・ホッジマン（英語版）
- ワンダーウーマン - レスリー・ビブ
- リドラー - ウィル・カーラフ
- ステイシー - カトリーナ・ボウデン

iBabe
- 社長 - リチャード・ギア（原康義）
- アーレン - ケイト・ボスワース（斎藤恵理）
- ブライアン - ジャック・マクブレイヤー（村治学）
- ロバート - アーシフ・マンドヴィ
- 女性 - ダービー・リン・トッテン
- チャッピー - マーク・アンブロシー
- iBabe #1 - キャシー・クリフテン
- iBabe #2 - シェリーナ・モンテニクス・スコット
- 少年 - ザック・ラスリー

初潮騒動
- マイキー - クリストファー・ミンツ＝プラッセ（杉山大）
- アマンダ - クロエ・グレース・モレッツ（種田梨沙）
- ネイサン - ジミー・ベネット（畠中祐）
- ネイサンとマイキーの父 - パトリック・ワーバートン（間宮康弘）
- アマンダの父 - マット・ウォルシュ（西村太佑）

アダルトこびとづかん〜妖精捕獲作戦
- レプラコーン #1・2 - ジェラルド・バトラー（東地宏樹）
- ピート - ジョニー・ノックスヴィル（小松史法）
- ブライアン - ショーン・ウィリアム・スコット
- 妖精 - エスティ・ギンズバーグ

フィーリング・カップル/下衆でドン!
- エミリー - ハル・ベリー（斎藤恵理）
- ドナルド - スティーヴン・マーチャント（英語版）
- 大きな男 - セイド・バドレヤ（英語版）
- ニコール・ ポリッツィ - 本人
- 目撃者 - カリル・ウエスト
- エリザベス看護師 - リッキ・ノエル・ランダー（英語版）
- バチェロレッテ・パーティーの女性 - パロマ・フェリスバート
- パトロン - ジャスパー・グレイ
- バーテンダー - ベニー・ハリス
- ストリッパー - ゼン・ゲスナー（英語版）

ブラック・バスケットボール
- ジャクソン - テレンス・ハワード（西村太佑）
- アンソニー - アーロン・ジェニングス
- ワレース - コーリー・ブリューワー
- モーズィズ - ジャレッド・ダドリー
- ビショップ - ラリー・サンダース
- ルーシャス - ジェイ・エリス（杉村憲司）
- 白人 #1 - ブライアン・フラッカス
- 白人 #2 - ブレット・ダヴァーン（英語版）
- 白人 #3 - エヴァン・ドゥモシェル
- 白人 #4 - ショーン・ロセールス
- 白人 #5 - ローガン・ホラデー
- チアリーダー - マンディ・コワルスキー
- ナレーター - エリック・スチュアート（英語版）（東地宏樹）

Ned ネッド
- エイミー - エリザベス・バンクス（魏涼子）
- アンソン - ジョシュ・デュアメル
- 誕生日の少女 - エミリー・アリン・リンド
- 母親 - ミッシェル・ガン
- 道化師 - クリスティナ・リンハルト

娘をみつけて
- モード - ジュリアン・ムーア
- ジョージ - トニー・シャルーブ
- スージー - ジョダナ・テイラー
- 私立探偵 - ボブ・オデンカーク

日本語吹替版スタッフ
その他声の出演：伊藤竜次、増元拓也、鏡優雅、宮本崇弘
翻訳：税田春介、演出：宇出善美、録音・調整：徳久智成、制作：吉永絋朗（ニュージャパンフィルム）

## 製作

### 発展
2000年代初頭、チャールズ・B・ウェスラーはショートフィルムで構成されるとんでもないコメディのアイデアを思いついていた。
ピーター・ファレリーはウェスラーのアイディアが『Funny or Die』のようなものだと考えていたが、どうせ映画を作るならば「『Funny or Die』にははっきりした区切りがある。でも、僕らはショートフィルムのさらに上を行くものを作りたい」と考えた。ウェスラーは「『ケンタッキー・フライド・ムービー』を現代に蘇らせたかった」と明らかにしている。
そしてウェスラーは、①トレイ・パーカーとマット・ストーン、②ファレリー兄弟、③デヴィッド・ザッカーとジェリー・ザッカーの3組に監督を任すことを決め、プロジェクトの3分の1ずつ脚本と監督を任せることでそれぞれと契約を交わした。
ウェスリーはプロジェクトを実現してくれるスタジオを探し回ったが、いずれのスタジオとも交渉は上手くいかず、プロジェクトは中断を余儀なくされた。「私がこの映画の交渉を始めると、彼ら（スタジオ）は1か月ほどで私を呼ばなくなった。『私どもにはそれは無理です。なぜなら本作品を10代に売りだそうとしても年齢制限という政治的な重圧があるからです』と言われたよ」とウェスラーは述懐する。ウェスラーはいくつもスタジオと交渉したが、ウェスラーによれば「誰も私が何をしたいかを理解してくれなかった」という。
2009年、レラティビティ・メディアが作品に関心を抱き、ウェスラー、ピーター・ファレリー、プロデューサーのジョン・ペノッティとの会議の場が設けられた。その会議の席でウェスリーらは、すでに撮影済みの一つのショートフィルムを提示する。そのショートフィルムとはケイト・ウィンスレットがヒュー・ジャックマンとブラインドデートを行う光景を収めた映像であり、のちに『ネック・ボール』と題されて本編に収録されることになるスケッチであった。ウェスラーが『ハリウッド・リポーター』に明かしたところによると、レラティビティ側の出席者はショートフィルムを観た後、ウェスラーに対して「気に入った」と言ったという。かくしてレラティビティは600万ドルの資金を映画に出資したが、他のスタジオは出資の動きに続かなかった。ファレリーによると、「他の潜在的な支援者は『ケイト・ウィンスレットが出演する映画をたった600万ドルで作れるわけがないだろう』と言って相手にしてくれなかった」という。
プロデューサー兼監督のファレリーは『エンターテイメント・ウィークリー』に対し、この映画の撮影は2010年の3月に始まったが、多数のスター俳優を起用したせいで完成までに相当の時間がかかったことを明かしている。「この映画は制作に4年以上の時間をかけた。さらに、1年から2年程度は俳優が撮影に臨むのを待たなければならなかった。1週間で撮影し、数か月で完成させるという流れをどの監督も行ったよ。本作は『みなさんが撮れるときに撮りましょう』というタイプの映画だった」「主要撮影以前に、パーカーとストーン、デイヴィッドとジェリー・ザッカーは計画から手を引いた」。
映画は13人の監督と19人の脚本家によって完成したが、その全員が同じ現場で一本の映画を制作したわけではない。それぞれ共同執筆・共同監督として参加した16個のセグメントを一つにまとめたのである。当初から製作に携わったファレリーは、『The Pitch』と題されるストーリーテリング的なセグメントのほか、ハル・ベリーとケイト・ウィンスレットがそれぞれ主演するスケッチで監督を担当した。

### 配役と撮影
ウェスラーは作品の配役に数年を要すことになった。多くの俳優が作品のためにさせられることを理由に断ったからである。「ほとんどのエージェントは私を避けた。彼らは私が何をしたいのか知っていたからだ」。ウェスラーは言う。「この映画を作るにあたり、実は私には多くの協力者がいた。彼らがイエスと言ってくれなければ、この映画は日の目を見なかったただろう」。最終的には俳優のほとんどが進んで撮影に参加してくれた。なぜならこの映画の必要な出演時間は短かったし、俳優にはしばしば制作側の思惑とは違う自由な芝居が認められていたからである。
ヒュー・ジャックマンは本作への出演を決めた最初の俳優である。ウェスリーは知人の結婚式でジャックマンと会った際、本作の話を持ちかけた。ジャックマンは『ネック・ボール』の台本を読むとすぐに出演に同意してくれたという。「彼が私に返事をくれたのは24時間後だったと思う。『いいよ、これやりたい』。率直に言って信じられないくらいの威勢の良さだった。バカになれるからなのか、バカに見せられるからなのか。みんなは言うだろうね、『クレージーだ、彼はもうこんなこと引き受けるべきじゃない』って」。
様々なエージェントと話したのち、ケイト・ウィンスレットも最終的に出演に合意した。ウィンスレットとジャックマンのスケッチはすぐに撮影され、2人の出演するショートフィルム『ネック・ボール』は他の大物スターの関心を引くようになる。
「Apple」のコマーシャルシリーズで共演していたジョン・ホッジマンとジャスティン・ロングは本作のスケッチでも共演しているが、ホッジマンは当初、そのことを知らずに本作への出演に合意していた。ホッジマンは言う。「僕はジャスティンからメールで『僕はまたロビンの格好をするつもり。あなたはペンギンの格好はしないの?』と言われた。だから『するよ』と送り返したら、撮影に巻き込まれ、それが映画になっちゃったんだ」。
その他の俳優の態度はそれほど愛想の良いものではなかった、事実、俳優の中には出演を依頼されても言葉を濁す者がいた。ウェスラーの友人であるリチャード・ギアは本作への出演を許諾していたが、撮影については1年以上もの間に渡ってお茶を濁していた。そのためウェスラーはギアが撮影に参加してくれる時期を待ち、現場では自由に演技してくれて構わないと告げた。こうして両者の条件が整い、ようやく撮影が行われることになった。撮影は4日間で済んだが、その4日間のうちにはロサンゼルスからニューヨークへの移動時間も含まれている。
一方、ファレリーは「俳優たちはこの作品に出演したいはずだ」と考えていた。「この映画の戦略はシンプルだ。『俳優を待つ。彼らが撮影したいときに撮影する』。その間に俳優が死去するリスクについては誰も気にしていなかったよ」。
コリン・ファレルは当初、『アダルトこびとづかん〜妖精捕獲作戦』のスケッチでレプラコーン役を演じることに同意していた。ファレルとジェラルド・バトラーがレプラコーンの兄弟役を演じるはずだったが、ファレルが撮影に臨まずに本作を降板したため、結局はバトラーが一人で二役を演じることになった。ファレリーはジョージ・クルーニーにスケッチ（クルーニーが女性を手に入れてひどい目に合うという内容）への出演を依頼した際、クルーニーから「ありえない」と言われたという。
当初はさらに2つのスケッチが本編に収録される予定だった。そのうちの一つはボブ・オデンカークの脚本・監督によるもので、ジュリアン・ムーアとトニー・シャルーブ演じる夫婦が行方不明になった娘について探偵から尋ねられるというもの。もう一つはスティーヴ・ベイカーとデイモン・エスコットの脚本・監督によるもので、アントン・イェルチン演じる死体性愛者の死体安置所職員が女性の死体とセックスして女性を甦らせてしまうというもの。どちらも最終的にはボツになったが、ペノッティはこれらのスケッチはDVDとBlu-rayに収録されると発言した。しかし実際にDVDとBlu-rayに収録されたのは前者の『娘をみつけて』のみであり、イェルチンが出演するスケッチは一般的に公開されていない。
スターたちのスケジュールに合わせて映画が製作されたために、全編の編集には数年間が費やされた。本作には多数のスターが参加しているが、ほとんどの俳優が自分の出演したスケッチが映画にどのようにはめ込まれるかを完全には把握していなかった。しかし俳優の多くはペノッティに対し、自分の出演箇所が映画の中でどのように扱われるのかについて尋ねてこなかったという。ペノッティは「彼ら（出演者）は脚本の笑いのツボに押されるように魅入られていた。それで十分満足していたんだよ」と語っている。本作を構成する13個のスケッチは、グレッグ・キニア演じる映画プロデューサーとデニス・クエイド演じる脚本家のセグメントによって一つに結ばれている。

## プロモーション
当初、『ムービー43』という題名は出演者の数に由来すると信じられていたが、実際にはそうではなかった。「43」という数字に特別の意味はない。自分の息子が友達と『ムービー43』という映画について話しているのを聞いたファレリーが、そのような映画があるのかと思って調べたところ実際には存在しなかったので、その題名を本作のタイトルに採用したのだという。日本での公開時には予告編で「ところで『43』の意味は、映画の中で43回オナラをするという意味ではありません」と説明された。
レラティビティは本作のプロモーションをほとんど行わず、出演者の誰もが本作のプロモーションを行わなかった。著名な批評家のための試写上映も行われていない。『エンターテインメント・ウィークリー』シニアエディターのトム・ゲイナーは「向こう見ずな題名の上、プロモーションも批評家のための試写会もない。上映時期の告知もない。──良くなる要素は何一つない」「通常、1月に公開される映画はヒットしないものだ。判断材料となる予告編も以前に出されたきりである」と嘆いている。唯一のR指定予告編は2012年10月3日に公開された。また、アダルトサイト「Pornhub」でも予告編がリリースされている。
一方、ファレリーは本作の評価について楽天的な考えを持っていた。映画公開時のインタビューで「子ども、ティーンエイジャー、50歳過ぎでマリファナを吸っている者──。いずれもこの映画に何かを見出すだろう」と断言した。

## 評価

### 批評
本作は広く批判されている。『メタクリック』での平均スコアは100ポイント中19ポイントで、「圧倒的に嫌いな映画」に認定された。『Rotten Tomatoes』では75のレヴューに基づき「映画スターが沢山出てくる駄作 (“star-studded turkey”)」と評定され、満足度は4%を記録し、「『ムービー43』は陽気な攻撃が満載で、ウ〇コのギャグがよく出てくる。しかしそれに笑いの機会を奪われた」との厳しい意見も掲載された。『CinemaScore』による調査ではDランクを獲得している。
『Vue Weekly』のブライアン・ギブソンは本作を「地獄のキッチンの監督と脚本家が調理した、忌まわしきクズ映画である。委員会（複数の制作者）によって笑いの死が成し遂げられた。そのタイトル（「43」）は数多の小惑星の一つを意味しているかのようだ。行く先もなく空虚な宇宙をさまよう岩であり、陰気な塊である」と評した。
ロジャー・イーバートのウェブサイトのゲストレヴューで、『シカゴ・サンタイムズ』 のリチャード・ローパーは本作をあからさまにこき下ろした。4星中ゼロの判定を下し、「積極的に無意味」と表現した上、「『市民ケーン』をひどくしたもの」とさえ言い放った。ローパーは『グルーヴ・チューブ（w:The Groove Tube）』と『ケンタッキー・フライド・ムービー』がどちらも「大変面白い」「影響力のあるスケッチ・コメディである」との認識を示した上で、『ムービー43』にはどちらとの共通点もないと評した。さらに、『ムービー43』は女性差別的であるとも批判している。
『デイリー・テレグラフ』のロバート・コリンは、ファレリーの監督したセグメントを「業界周辺でのた打ち回る混乱した男の話で、理解不能である」と評した。『トロント・スター』 のピーター・ハウエルは本作を4星中ゼロと評定して、これまで観た中で最悪の映画と呼んだ。
数少ない前向きな評価は『ワシントン・ポスト』のマイケル・オサリヴァンによるものである。本作に4星中2つの評価を与えて、「下品な映画としてはほぼ傑作」と評した。

### ゴールデンラズベリー賞
2013年の公開作品を対象とした第34回ゴールデンラズベリー賞では、「最低作品賞」「最低監督賞」「最低脚本賞」の3部門を受賞した。

### 公開
『ムービー43』は1,000万ドル以下の興行収入を予想されており、スタジオも800万ドルから900万ドルの興行収入に留まるだろうと予想していた。金曜日の公開には予想を上回り1,800万ドルを稼ぎ出したが、『ディザスター・ムービー!おバカは地球を救う』の興行収入には達しなかった。
週明けには480万ドルの興行収入を稼いだ。レラティビティは本作を国際的に売り出し、ネットフリックスでの販売と併せることですべてのコストを回収している。

#### 日本での公開
日本では2013年8月10日にアスミック・エースの配給によって公開された。性的な描写などを考慮してR15指定とされている。
アメリカ本国で酷評されていることを逆手に取り、「オールスターゴージャスキャストを無駄遣い。全米No.1の映画評論・最大サイト【Rotten Tomatoes】満足度驚異の最低4％を記録」「全米がドン引く酷評の嵐!…あまりにもヒドい映画なので予告編でこれ以上内容に踏み込むのをあきらめます（配給会社）…下品で下劣で下衆のエクストリーム3G（スリージー）映画」「レッツ・ドン引き」「日本よこれがハリウッド映画だ」というコピーが採用された。

### ホームメディア
DVD・Blu-rayソフトはアメリカ本国で2013年6月18日に発売され、日本でも2014年1月10日に販売された。

## 参照
1. ↑  “MOVIE 43 (15)”. British Board of Film Classification (2013年1月11日). 2013年1月11日閲覧。
2. 1 2  Roeper, Richard (2013年1月25日). “There's awful and THEN there's 'Movie 43'”.  Chicago Sun-Times. 2014年2月14日時点のオリジナルよりアーカイブ。2013年1月26日閲覧。
3. ↑  “Movie 43 | UK Cinema Release Date”.   Filmdates.co.uk. 2013年1月31日閲覧。
4. ↑  Ford, Allan. “Movie 43 is the Ungodly Gross OutEpicNo3”.   Film O Filia. 2013年2月2日閲覧。
5. 1 2 3 4 5 6 7 8 9 10 11 12  Ford, Allan. “Movie 43 is the Ungodly Gross Out EpicNo3”.   Film O Filia. 2013年2月2日閲覧。
6. 1 2  Schou, Solvej (2012年10月1日). “'Movie 43' co-director Peter Farrelly praises comedic Kate Winslet, Naomi Watts”. Entertainment Weekly.   Time. 2012年12月28日閲覧。
7. ↑  Ford, Allan. “MOVIE 43 TV Spot No3”.   Film O Filia. 2012年12月28日閲覧。
8. ↑  Ford, Allan. “How Movie 43 got made”.   Film O Filia. 2013年2月2日閲覧。
9. ↑  “Re: Who Directed what Skits?”.   IMDb. 2013年12月11日閲覧。[リンク切れ]
10. ↑  “The Apprentice (2014): Release Info”. IMDb.com. 2018年12月25日閲覧。
11. ↑  Ford, Allan. “How Movie 43 got made”.  Hollywood Reporter. 2013年2月2日閲覧。
12. ↑  Ford, Allan. “Movie 43 is the Ungodly Gross OutEpicNo3”.   Film O Filia. 2013年2月2日閲覧。
13. ↑  シネマトゥデイ：映画『ムービー43』予告編（2013年7月23日）
14. ↑  Stillman, Josh (2012年10月3日). “Movie 43 trailer: Kate Winslet, Naomi Watts, and Emma Stone get their NSFW on”. Entertainment Weekly. 2012年10月3日閲覧。
15. ↑  ムービー43 - Metacritic（英語）
16. ↑  ムービー43 - Rotten Tomatoes（英語）
17. 1 2  “Weekend Report: 'Hansel' Slays 'Parker,' 'Movie 43'”.   Box Office Mojo (2013年1月27日). 2013年5月29日閲覧。
18. ↑  “Movie 43 Review”.  Rotten Tomatoes". 2013年12月11日閲覧。
19. ↑  Collin, Robbie (2013年1月29日). “Movie 43, review”.  Daily Telegraph. 2013年1月29日閲覧。
20. ↑  Howell, Peter (2013年1月25日). “Movie 43 review: The worst film ever gets zero stars”.  Toronto Star. 2013年1月26日閲覧。
21. ↑  O'Sullivan, Michael (2013年1月25日). “Review: 'Movie 43'”. 2013年12月11日閲覧。
22. ↑  “Forecast: 'Hansel' Set to Slay 'Movie 43,' 'Parker' This Weekend”.   Box Office Mojo (2013年1月24日). 2013年5月29日閲覧。
23. ↑  “Friday Report: 'Hansel' Leads, 'Parker,' 'Movie 43' Tank”.   Box Office Mojo. 2013年5月29日閲覧。
24. ↑  “Movie 43 Blu-ray: Outrageous Edition”.   Blu-ray.com. 2013年5月29日閲覧。